# Decisione

Diagramma di flusso che esemplifica la decisione di creare una nuova voce di Wikipedia.

La decisione è l'atto conclusivo del processo decisionale, ovvero del processo cognitivo, che comprende sia componenti consce che inconsce, che porta a compiere una scelta tra più alternative considerate (opzioni), da parte di un individuo o di un gruppo (decisore).
Il processo decisionale viene spesso citato con la locuzione di lingua inglese decision making. Esso è stato studiato in particolare rispetto alle scelte di business da parte del management aziendale, ma è importante in vari altri ambiti della vita quotidiana.

## Descrizione

### Processo decisionale
Il processo decisionale è oggetto di studio di una pluralità di discipline: filosofia, logica, matematica, statistica, psicologia, sociologia, economia, politologia ecc.
L'approccio allo studio delle decisioni si può, con una certa approssimazione, distinguere in descrittivo e normativo. Chi adotta un approccio descrittivo cerca di scoprire come effettivamente vengono prese le decisioni nei diversi contesti; invece, chi adotta un approccio normativo cerca di individuare il modo con cui le decisioni dovrebbero essere prese, facendo riferimento ad ideali decisori razionali.
Generalmente, si possono distinguere due momenti:
- la deliberazione, nella quale il decisore prende in considerazione le varie opzioni e valuta le motivazioni pro e contro di ciascuna di esse;
- la scelta, ossia la selezione di un'opzione, tra quelle prese in considerazione, in base all'esito della valutazione effettuata.

### Elementi influenzanti

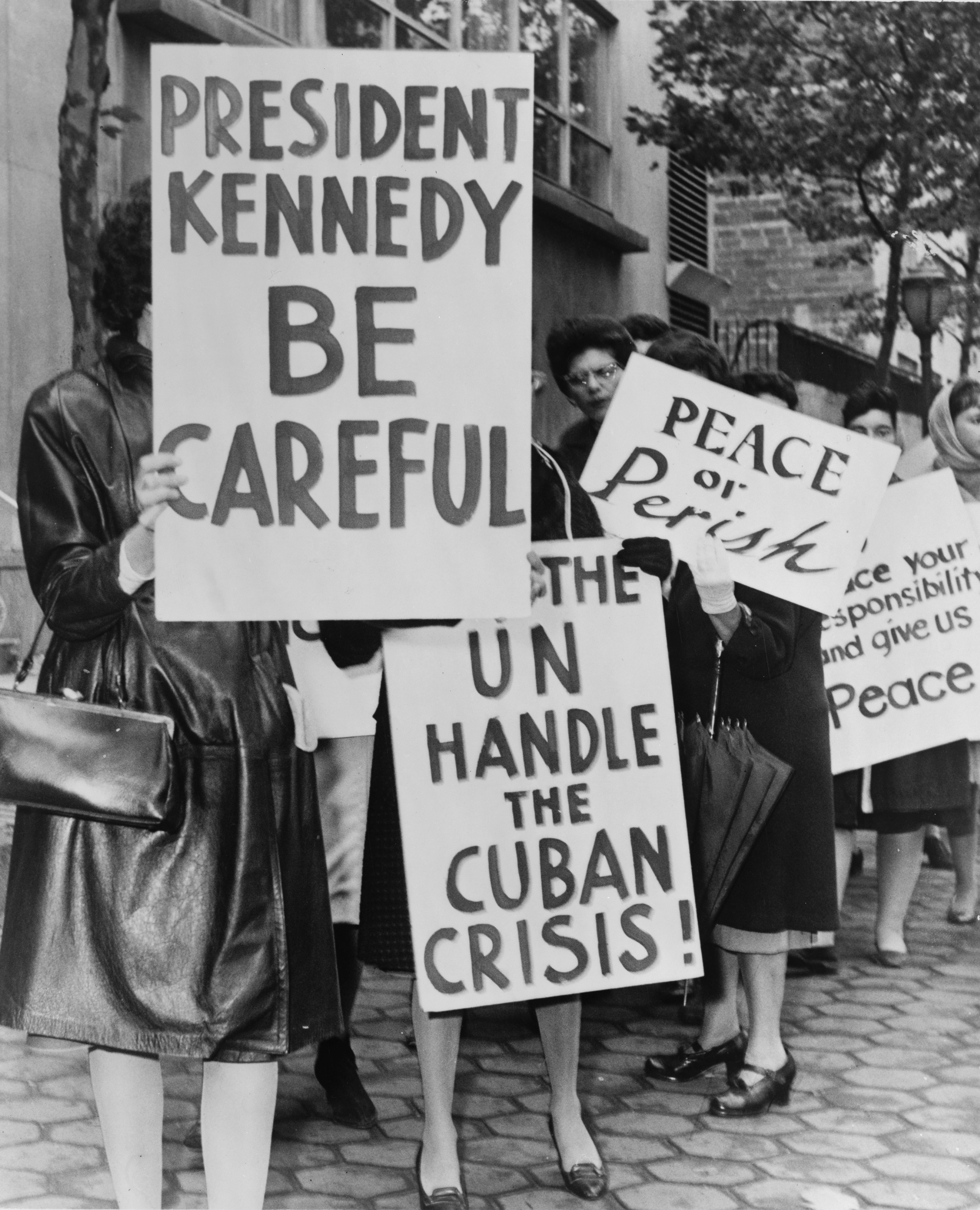
Manifestazione a New York in occasione della crisi dei missili di Cuba nel 1962. I cartelli esposti dai manifestanti cercano di influenzare le decisioni del Presidente Kennedy.

Perché si possa parlare propriamente di decisione è necessario che il decisore abbia di fronte a sé una pluralità di opzioni: la scelta obbligata, in assenza di alternative, non è una decisione. La decisione è un elemento essenziale della libertà: l'azione libera è quella che viene scelta.
Per poter decidere in modo razionale il decisore deve conoscere le opzioni disponibili e le conseguenze che possono scaturire da ciascuna. Spesso, però, il decisore non dispone di informazioni complete, nel senso che ignora talune opzioni o non è in grado di prevedere tutte le conseguenze ad esse associate.
D'altra parte, le conseguenze delle decisioni non dipendono solo dal corso d'azione prescelto, ma anche dalle condizioni del contesto nel quale il processo decisionale si svolge, il cosiddetto stato di natura. Una decisione, pertanto, è caratterizzata dall'azione prescelta, dallo stato di natura e dalle conseguenze dell'azione (il risultato). Secondo il grado di conoscenza dello stato di natura da parte del decisore si distinguono:
- decisioni in situazioni di certezza, se il decisore conosce lo stato di natura;
- decisioni in situazioni di rischio, se il decisore, pur non conoscendo lo stato di natura, dispone tuttavia di una misura della probabilità associata a ciascun possibile stato di natura;
- le decisioni in situazioni di incertezza, se il decisore non conosce né lo stato di natura né le probabilità associate ai possibili stati di natura.

Uno strumento efficace per prendere decisioni migliori evitando il cosiddetto paradosso di Abilene è quello di includere persone con formazione culturale differente nel processo decisionale.

## Tipologie

### Decisioni individuali e collettive
In base al numero di attori coinvolti si distinguono:
- decisioni individuali, assunte da un solo individuo per sé stesso;
- decisioni collettive, assunte per un gruppo da un individuo, dal gruppo stesso o da un altro gruppo.

Le decisioni collettive pongono particolari problemi; infatti:
- devono essere accettate dai membri del gruppo, chiamati a porre in essere le azioni decise; occorre, pertanto, che chi decide abbia il potere (in particolare, un potere sociale) di prendere decisioni per tutti;
- quando la decisione è presa da una pluralità di individui, occorrono delle regole per trasformare le scelte di ciascuno di essi nella scelta collettiva (ad esempio, la regola della maggioranza).

### Decisioni strategiche e teoria dei giochi
Un caso particolare sono le decisioni strategiche (o interdipendenti), nelle quali lo stato di natura è determinato, in tutto o in parte, dalle decisioni di altri decisori, sicché il risultato di una decisione dipende non solo dalla stessa ma anche da decisioni altrui. Si tratta di situazioni formalizzate nel concetto di gioco, oggetto di studio da parte di un'apposita branca della matematica, la teoria dei giochi.

## Il dibattito nella scienza cognitiva

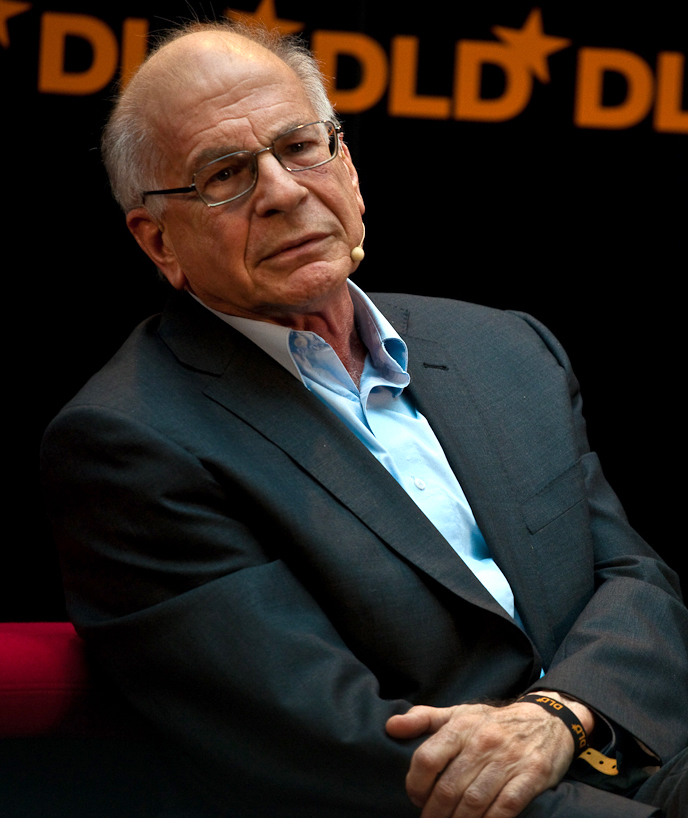
Il premio Nobel Daniel Kahneman ha a lungo studiato le decisioni.

Le ricerche di Benjamin Libet, professore di fisiologia all'università della California a Davis, dimostrano che l'attività neurale che avvia un'azione si verifica effettivamente un terzo di secondo prima che si abbia preso la decisione cosciente di intraprendere l'azione. Questo, secondo Libet, comporta che la decisione sia in realtà un'illusione, che la "coscienza sia fuori dal giro". Interessante punto di vista a questo proposito è quello dello scienziato cognitivo e filosofo Daniel Dennett, che rivolta l'approccio classico con queste parole: "L'azione inizialmente viene avviata in qualche parte del cervello, e subito partono i segnali verso i muscoli, che si fermano un istante sulla loro strada per dire a voi, l'agente cosciente, che cosa succede (ma, come tutti i buoni ufficiali, fanno in modo che voi, il goffo presidente, conserviate l'illusione di essere quello che ha dato il via a tutto)." Dennett non nega comunque il libero arbitrio (è infatti compatibilista).
Riguardo alle decisioni più complesse, uno studio recente condotto da John Pearson rivela che la corteccia cingolata posteriore, legata a fattori come l'attenzione, la memoria e il pensiero cognitivo, svolge un ruolo fondamentale quando noi prendiamo una decisione difficile. In questo esperimento, delle scimmie, abituate a bere 200 ml di succo di frutta, si sono ritrovate di fronte alla decisione "emblematica" di scegliere tra il solito succo e un altro sconosciuto.
Daniel Kahneman ha descritto due sistemi generali di pensiero: Sistema 1, per lo più inconscio, automatico, intuitivo, veloce; Sistema 2, cosciente, deliberato, analitico, lento. Egli sostiene che noi ci identifichiamo col Sistema 2, mentre in realtà le decisioni vengono guidate dal Sistema 1.